# Río Nam Ngum
El Nam Ngum es un río de Laos, uno de los principales afluentes del río Mekong. Nace en la zona montañosa del norte del país, en la provincia de Xiangkhoang, y fluye hacia la provincia de Vientián.

## Geografía
El Nam Ngum se origina en la región montañosa septentrional de la provincia de Xiangkhoang y fluye hacia el sur a través de la provincia de Vientiane uniéndose al Mekong en la capital de Laos, Vientiane.
La cuenca del río Nam Ngum alberga a cerca de un millón de personas en Laos. La mayor presa actual de Nam Ngum, la presa de Nam Ngum (Proyecto Hidroeléctrico Nam Ngum 1) se construyó originalmente entre 1968 y 1971. También hay otros cuatro proyectos hidroeléctricos en construcción o que se prevé construir en el río Nam Ngum. Entre los destinos turísticos a lo largo de Nam Ngum se encuentran el lago Nam Ngum, el complejo turístico Dansavanh Nam Ngum y Vang Vieng.
La cuenca del río Nam Ngum abarca 16.906 kilómetros cuadrados. La cuenca del río Nam Ngum cubre el 2,73 por ciento de la cuenca del bajo Mekong. El caudal de agua del río Nam Ngum al río Mekong es de 700 m3/s. El 30% de la cuenca fluvial está cubierto de bosques. Diversas organizaciones internacionales e instituciones financieras prestan asistencia en la ordenación de las cuencas hidrográficas, la gestión de los recursos hídricos, el establecimiento de la reglamentación de las aguas y las organizaciones de la cuenca fluvial para la utilización óptima de los recursos hídricos y la protección de las cuencas hidrográficas. Uno de esos proyectos, los Proyectos sectoriales de desarrollo de la cuenca del río Nam Ngum, funciona desde 2002. 

## Fauna
El río es rico en hemimyzon confluens, una especie de peces de la familia de los Balitoridae en el orden de los Cypriniformes.